# 拉里·布莱克
拉里·布莱克（英語：Larry Black，1951年7月20日—2006年2月8日），美国男子田径运动员，主攻短跑。他曾代表美国参加1972年夏季奥林匹克运动会田径比赛，获得一枚金牌和一枚银牌。